# Henri Lefèvre d’Ormesson
Henri Lefèvre, markiz d’Ormesson (ur. 8 maja 1751 w Paryżu, zm. 12 kwietnia 1808 tamże) – francuski polityk, Generalny kontroler finansów (29 III 1783-1 XI 1783).

## Życiorys
By ratować skarb Francji przed niedoborem środków pieniężnych d’Ormesson przygotował projekt loterii o puli 24 mln liwrów i reformy systemu dzierżawy podatków -ferme générale,  24 października 1783 odrzuciła ten drugi projekt. Bracia Ludwika XVI byli przeciwnikami ministra, co spowodowało jego dymisję 1 listopada 1783.